# 포옹 (1981년 드라마)
《포옹》은 1981년 5월 25일부터 같은 해 9월 19일까지 방영된 MBC 아침드라마이다. TBC 공채 탤런트 출신으로 줄곧 TBC(1980년 12월 언론통폐합 이후에는 KBS) 드라마에만 나온 이덕화가 해당 작품을 통해 처음으로 MBC 드라마에 출연했다.
하지만, 주제나 사건전개가 아침드라마로서 부적절하다는 지적을 샀으며 MBC는 그해 가을에 아침드라마를 폐지했다가 1983년 새댁으로 재개했지만 다시 폐지되었고, 1990년 봄이 되어서야 아침드라마 사랑해 당신을이 부활되었다.

## 방송 시간
| 방송 채널 | 방송 기간                         | 방송 시간                                          | 방송 분량 |
| --------- | --------------------------------- | -------------------------------------------------- | --------- |
| MBC TV    | 1981년 5월 25일 ~ 1981년 5월 30일 | 매주 평일 오전 8시 10분 ~ 오전 8시 35분            | 25분      |
| MBC TV    | 1981년 5월 25일 ~ 1981년 5월 30일 | 매주 토요일 오전 8시 ~ 오전 8시 35분               | 35분      |
| MBC TV    | 1981년 6월 1일 ~ 1981년 6월 20일  | 매주 월요일 ~ 토요일 오전 9시 10분 ~ 오전 9시 35분 | 25분      |
| MBC TV    | 1981년 6월 22일 ~ 1981년 9월 19일 | 매주 월요일 ~ 토요일 오전 9시 ~ 오전 9시 25분      | 25분      |

## 출연
- 이덕화
- 이미숙
- 이정길
- 반효정
- 전운
- 김보연
- 김영애
- 김용선
- 오미연
- 한인수
- 이묵원
- 박병훈
- 송경철
- 임채무
- 임문수
- 김윤경
- 김소원
- 김영옥
- 김해숙
- 이숙